# Villanueva de San Juan
Villanueva de San Juan is een gemeente in de Spaanse provincie Sevilla in de regio Andalusië met een oppervlakte van 35 km². In 2007 telde Villanueva de San Juan 1409 inwoners.